# Matxinada

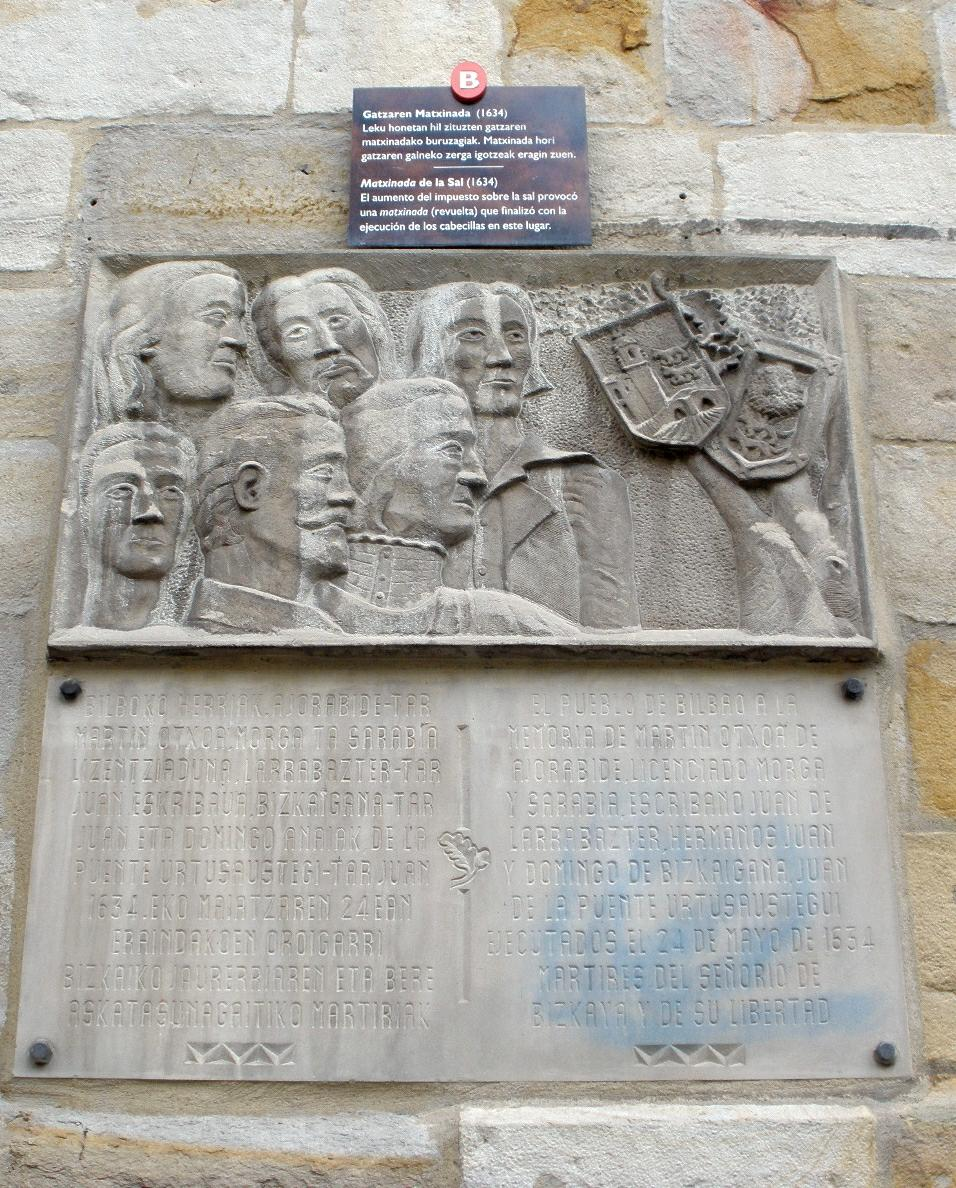
Placa en memòria dels capitostos de la Matxinada de la Sal de Bilbao (1634), executats en els murs de l'església de Sant Antón (Bilbao).

Les matxinades foren revoltes produïdes en diversos moments al llarg del segle xviii (les més importants, els anys 1718 i 1766) al País Basc per diversos motius: econòmics, polítics, socials... Prenen el seu nom de Sant Martí (Matxin), patró dels ferrons (empleats d'una ferreria o fàbrica medieval de ferro) i solien enfrontar les classes populars (camperols i ferrons) amb les classes aristocràtiques o amb els representants del poder reial.
Les causes d'aquestes matxinades solien ser:
- Econòmiques: l'escassetat de gra o la imposició d'impostos o aranzels en època de carestia podia provocar la rebel·lió dels camperols, secundades pels treballadors de les ferreries. Així va succeir el 1739 a Azpeitia, quan el preu del pa va ser la causa principal de la revolta.

- Polítiques: les províncies basques gaudien d'uns furs reials generosos que garantien privilegis com la noblesa universal de biscaïns i guipuscoans, l'exempció fiscal de certs productes o l'exempció del servei militar. L'intent de rebaixar o anul·lar aquests avantatges polítics, econòmics i socials també va portar aixecaments, com el de 1731 a Irun per una lleva militar, o la Matxinada de 1717, un dels catalitzadors del qual va ser el decret que traslladava les duanes del port interior al port de mar, la qual cosa suposava un greu perjudici per al comerç biscaí.[1][2]

- Socials: després de les guerres de bàndols de finals de l'Edat Mitjana, les tensions socials més importants es produïen ara entre els sectors rurals (on els camperols i els jauntxos compartien interessos) i la naixent burgesia, que solia aparellar el poder polític provincial i reial. En aquest context, les matxinades també poden interpretar-se com a aixecaments dels camperols contra el poder de les ciutats.

## Zamakolada
L'última de les matxinades, produïda el 1804, és coneguda com la Zamakolada, i és un dels últims exemples d'aquest enfrontament entre els jauntxos, aristòcrates rurals, i els burgesos, en especial els bilbaïns. Entre 1801 i 1804, es van produir diversos episodis que van conduir a la revolta: les Juntes Generals de Biscaia van instaurar el servei militar obligatori, i Simon Bernardo Zamakola va proposar la creació d'un port a Olabeaga, és a dir, fora de Bilbao, la qual cosa, en un temps en què els vaixells arribaven fins a l'Arenal, en el centre mateix de Bilbao, hauria resultat molt perjudicial per a la vila. La revocació del servei militar, a canvi del pagament a la Corona d'un milió de reials va provocar l'esclat de les elizates properes a Bilbao, en especial la de Begoña, que van ser sufocades per l'exèrcit.